# The Third Reich ’n Roll
The Third Reich 'n Roll – drugi album awangardowej grupy The Residents wydany w 1976 roku. Jego podstawowym założeniem była satyra na amerykańską muzykę popularną w latach 60'. Zespół dokonał pastiszu i dekonstrukcji piosenek tamtej dekady używając przy tym rozmaitych efektów zniekształcających całość nie do poznania (dodano między innymi nowe instrumentarium oraz linie wokalne), według informacji z okładki albumu w skład całości weszło ponad 30 utworów (m.in. autorstwa The Doors, The Rolling Stones, Jamesa Browna, Beach Boys oraz Iron Butterfly).

Sporo kontrowersji wywołała oprawa graficzna albumu przedstawiająca amerykańskiego prezentera radiowego i telewizyjnego Dicka Clarka ubranego w mundur SS, trzymającego w dłoni marchewkę oraz otoczonego podobiznami tańczącego Adolfa Hitlera. Plotki głoszą, że sam Dick Clark uznał okładkę za zabawną i powiesił ją w ramce na ścianie swojego gabinetu.

Reedycja na CD z 1988 roku zawiera dodatkowy materiał z dwóch singli zespołu - "Satisfaction" oraz "The Beatles play The Residents and The Residents play The Beatles".  

## Lista utworów
1. "Swastikas on Parade"  – 17:30
2. "Hitler Was a Vegetarian"  – 18:27

- Utwory Dodatkowe (tylko na kompaktowej reedycji z 1988 roku)

1. "(I Can't Get No) Satisfaction" - 4:30 (mono)
2. "Loser (is congruent to) Weed" - 2:09 (mono)
3. "Beyond the Valley of a Day in the Life" - 3:56
4. "Flying" - 3:22